# Chilanga (Lusaka)
Chilanga ist eine Stadt in Sambia. Sie liegt 14 Kilometer südlich von Lusaka an der Straße und Eisenbahnlinie nach Kafue auf etwa 1200 Metern Höhe. Sie ist faktisch ein Vorort der Hauptstadt. Sie hat 54.046 Einwohner (2022) und liegt in der Provinz Lusaka. Sie ist die Hauptstadt des gleichnamigen Distrikts.

## Beschreibung
Sie ist geprägt von der größten Zementfabrik des Landes, Chilanga Cement PLC., die seit 1994 privatisiert erst von Commonwealth Development Corporation, dann vom französischen Beton-Unternehmen Lefarge in Paris in Verbindung mit Mbeya Cement in Tansania und Portland Cement in Malawi betrieben wird. Chilanga Cement verzeichnete 2005 143.000 Tonnen Exporte. Die Firma betreibt eine weitere Zementproduktion in Ndola. Im Jahr 2008 soll eine weitere Zementfabrik in Lusaka den Betrieb aufnehmen. Gips bezieht die Fabrik als Abfallprodukt aus der Kupferraffinierung. So bleiben die beachtlichen Gips-Ton-Vorkommen 38 Kilometer vor Monze unerschlossen.